# Harmonia świata
Harmonia świata – szesnasty album zespołu Skaldowie, pierwszy od szesnastu lat zawierający kompletnie nowy materiał (nie licząc płyt z kolędami). Również, po raz pierwszy od 1994 roku w nagraniu uczestniczył były lider grupy Andrzej Zieliński. Płyta nawiązuje stylem do albumów z okresu lat 70 XX wieku. 

## Lista utworów
1. "Świat cały z Tobą" (muz. Andrzej Zieliński – sł. Andrzej Jastrzębiec-Kozłowski) – 3:53
2. "Mieszkasz w moim śnie" (muz. Andrzej Zieliński – sł. Andrzej Kuryło) – 2:58
3. "Szepty i wiara" (muz. Jacek Zieliński – sł. Leszek Aleksander Moczulski) – 4:44
4. "Lej dyscyku, lej" (muz. Jacek Zieliński – sł. Leszek Aleksander Moczulski) – 3:25
5. "Morskie oko – dwa zachwyty" (muz. Jacek Zieliński – sł. Leszek Aleksander Moczulski) – 3:50
6. "Białe lawiny" (muz. Jacek Zieliński – sł. Leszek Aleksander Moczulski) – 5:28
7. "Ulica Stachowicza" (muz. Andrzej Zieliński – sł. Leszek Aleksander Moczulski) – 3:28
8. "Za dużo w naszym lesie drzew" (muz. Andrzej Zieliński – sł. Leszek Aleksander Moczulski) – 3:32
9. "Pierwszy pocałunek" (muz. Jacek Zieliński – sł. Leszek Aleksander Moczulski) – 3:19
10. "Wiatr, deszcz i ja" (muz. Jacek Zieliński – sł. Leszek Aleksander Moczulski) – 2:03
11. "Nie niszczmy zieleni" (muz. Jacek Zieliński – sł. Krzysztof Marzec) – 4:05
12. "Kosmogonie" (muz. Jacek Zieliński – sł. Barbara Szczepańska-Herman) – 4:01
13. "Jestem stąd" (muz. Andrzej Zieliński – sł. Andrzej Ozga) – 5:11
14. "Blues zmęczony nocą" (muz. Jacek Zieliński – sł. Lesław Falecki) – 4:46
15. "Tyle" (muz. Andrzej Zieliński – sł. Marek Gaszyński) – 4:54
16. "Nasza patetyczna" (muz. Andrzej Zieliński – sł. Agnieszka Osiecka) – 4:11
17. "Harmonia świata" (muz. i sł. Jacek Zieliński) – 5:35

## Skład zespołu
- Andrzej Zieliński – fortepian, organy Hammonda, syntezatory, śpiew
- Jacek Zieliński – skrzypce, trąbka, altówka, fortepian, śpiew
- Konrad Ratyński – gitara basowa
- Jerzy Tarsiński – gitara
- Jan Budziaszek – perkusja
- Grzegorz Górkiewicz – instrumenty klawiszowe

oraz
- Bogumił Zieliński – gitara
- Rafał Tarcholik – instrumenty perkusyjne
- Gabriela Zielińska-Tarcholik – śpiew
- A. Ignaszewska-Magiera, A. Chorążak, S. Szczerba – chórki